# Dakomitinib
Dakomitinib, pod zaščitenim imenom Vizimpro, je protirakavo zdravilo za zdravljenje nedrobnoceličnega pljučnega raka (NDCPR). Spada v skupino zaviralcev tirozin kinaz, in sicer nepovratno (ireverzibilno) zavira receptor za epidermalni rastni dejavnik (EGFR).
Dakomitinib so preučevali v več kliničnih preskušanjih 3. stopnje. Januarja 2014 so objavili rezultate prvih preskušanj, ki so pomenili razočaranje, saj zdravilo ni doseglo zastavljenih kliničnih ciljev.
Leta 2017 so bili objavljeni rezultati preskušanja, v katerem so primerjalo dakomitinib in gefitinib pri zdravljenju NDCPR (z mutacijami EGFR). Dakomitinib se je pri podaljšanju časa preživetja bolnikov brez poslabšanja bolezni izkazal za učinkovitejšega od gefitiniba.
Dakomitinib so za klinično uporabo odobrili v ZDA septembra 2018, na Japonskem in v Evropski uniji pa leta 2019. Odobren je za zdravljenje nedrobnoceličnega pljučnega raka s prisotno mutacijo v genu za EGFR.
Najpogostejši neželeni učinki dakotiniba so driska, izpuščaj, stomatitis (vnetje ustne sluznice), bolezen nohtov, suha koža, izguba teka, vnetje očesne veznice, izguba telesne mase in izpadanje las, srbenje, povišane ravni transaminaze (znak težav z jetri) in slabost. Najpogostejši resni neželeni učinki so driska, intersticijska bolezen pljuč (motnje, ki povzročajo brazgotinjenje v pljučih), izpuščaj in izguba teka.